# Eutychios von Konstantinopel

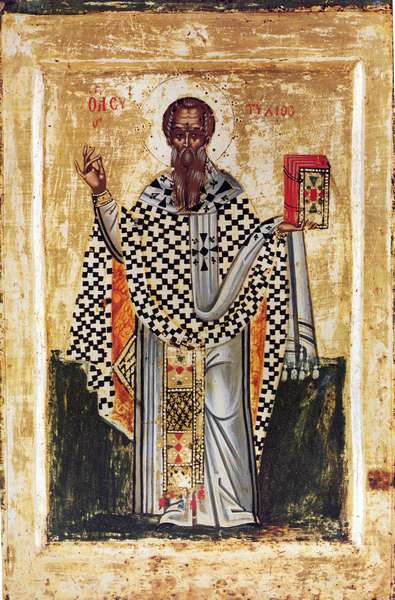
Eutychios

Eutychios (* um 512 in Theium, Phrygien; † 5. April 582) war Patriarch von Konstantinopel (552–565 und 577–582). Er wird in den orthodoxen Kirchen und der römisch-katholischen Kirche als Heiliger verehrt. Sein Gedenktag ist der 6. April (orthodox).

## Leben
Die wichtigste Quelle über Eutychios ist die von seinem Mitarbeiter Eustathios verfasste hagiographische Vita Sancti Eutychiae. 
Eutychios’ Vater Alexander war General unter dem Befehlshaber Belisarios.
Im Alter von 30 Jahren wurde Eutychios Mönch in Amasea. Er wurde dort Archimandrit. 552 wurde er Patriarch von Konstantinopel auf Betreiben von Kaiser Justinian. Zum Zeitpunkt der Wahl weilte Papst Vigilius in Konstantinopel. Am 5. Mai 553 begann in Konstantinopel das fünfte Ökumenische Konzil, an dem beide teilnahmen. Es endete am 2. Juni und verwarf, wie von Justinian gewünscht, die sogenannten Drei Kapitel, drei des Nestorianismus verdächtigte Schriften.
Eutychios weihte 562 einen neuen Bau der Hagia Sophia in Konstantinopel. 564 kam es zu einem theologischen Streit mit Justinian. Dieser forderte, dass Eutychios die Lehre der Aphthartodocetae anerkannte. Dieser weigerte sich und wurde am 22. Januar 565 inhaftiert. Er wurde an verschiedenen Orten festgehalten.
577 wurde er  mit Unterstützung von Kaiser Justin II. erneut zum Patriarchen ernannt. 582 starb er im Alter von 70 Jahren.